# Liste der Kulturdenkmäler in Krähenberg
In der Liste der Kulturdenkmäler in Krähenberg sind alle Kulturdenkmäler der rheinland-pfälzischen Ortsgemeinde Krähenberg aufgeführt. Grundlage ist die Denkmalliste des Landes Rheinland-Pfalz (Stand: 31. August 2023).

## Einzeldenkmäler
| Bezeichnung    | Lage                               | Baujahr | Beschreibung           | Bild            |
| -------------- | ---------------------------------- | ------- | ---------------------- | --------------- |
| Kriegerdenkmal | Hauptstraße, Ecke Unterer Weg Lage |         | Kriegerdenkmal 1914/18 | Fotos hochladen |